# Josip Belušić
Josip Belušić (Županići, 12 de marzo de 1847 - Trieste, 8 de enero de 1905) fue un inventor y profesor de física y matemáticas croata nacido en el Imperio austríaco.
Nacido en una familia croata en el actual territorio de Croacia durante el período del Imperio austríaco, Belušić fue educado en Pazin y Koper. Completó sus estudios en Viena y fue profesor en Koper y Casteluovo, cerca de Trieste. Belušić es recordado principalmente por su invención del velocímetro, que patentó en 1888 y presentó al mundo en 1889, durante la Exposición Universal de París, después de realizar dos experimentos públicos entre Istria y Trieste en 1887 y 1889.

## Biografía
Belušić nació cerca de Labin en Istria y creció en la pequeña aldea de Županići, un pueblo al borde del antiguo Imperio austríaco. Fue profesor en Koper, en la escuela imperial. Belušić presentó su invento en la Exposición Universal de París de 1889, con motivo de la cual se construyó la Torre Eiffel. Belušić originalmente llamó a su dispositivo "Velocímetro". Sin embargo, pasó a denominarse "Controlador automático de vehículos" con motivo de su presentación en la Exposición Universal. En el año de la Exposición Universal de París, la comuna de la capital francesa anunció una licitación para la elección del mejor dispositivo para monitorear los servicios de transporte local, y se eligió el velocímetro de Belušić porque era el dispositivo más preciso. En junio de 1890, la Academia Francesa de Inventores elogió a Belušić y le otorgó un diploma y una medalla de oro, y también lo declaró miembro honorario. El dispositivo de Belušić midió la velocidad, la duración del viaje, el número de pasajeros y el tiempo de salida y entrada de los pasajeros. Belušić se educó en Pazin. Fueron los párrocos de Pazin quienes primero notaron su talento para las ciencias naturales. Belušić continuó sus estudios en Viena. No sabemos con certeza qué sucedió con el inventor, que murió en Trieste el 8 de enero de 1905.